# Jamming with Edward!
Jamming With Edward!. es un álbum de tres miembros de The Rolling Stones (Jagger, Watts y Wyman) en conjunto con Nicky Hopkins y Ry Cooder, fue grabado en los Estudios Olympic de Londres durante las sesiones de Let It Bleed por el año 1969, no fue lanzado sino hasta 1972 por el sello Rolling Stones Records y es sin duda una de las joyas escondidas del rock de los ’70.

## Grabación y lanzamiento
Keith Richards se salió de las sesiones durante unos días como protesta por la decisión que había tomado el productor Jimmy Miller en traer a Cooder para reforzar las guitarras, como lo había hecho con Dave Mason durante las sesiones de Beggars Banquet. El álbum tuvo una leve fuerza ubicándose en el puesto #33 en las listas de éxitos americanas, a pesar de que no llegó a las listas del Reino Unido.
El creador de Edward fue el pianista Nicky Hopkins, en referencia a la canción "Edward the Mad Shirt Grinder" de Quicksilver Messenger Service, banda la cual Hopkins formaba parte y que recientemente habían publicado el álbum Shady Grove (1969). Hopkins también contribuyó con el diseño de la portada. Las notas del álbum fueron escritas por Mark Paytress y Mick Jagger. Jamming With Edward! fue remasterizado y reeditado por Virgin Records en 1994.

## Lista de canciones
Todas las canciones escritas y compuestas por Ry Cooder, Nicky Hopkins y Charlie Watts, excepto donde se indique. 
| Cara uno |                                             |          |  |
| N.º      | Título                                      | Duración |  |
| 1.       | «The Boudoir Stomp»                         | 5:13     |  |
| 2.       | «It Hurts Me Too» (Elmore James/Mel London) | 5:12     |  |
| 3.       | «Edward's Thrump Up»                        | 8:11     |  |

| Cara dos |                                                          |          |  |
| N.º      | Título                                                   | Duración |  |
| 4.       | «Blow with Ry»                                           | 11:05    |  |
| 5.       | «Interlude a la El Hopo/including The Night of the Year» | 2:04     |  |
| 6.       | «Highland Fling»                                         | 4:20     |  |

## Créditos
- Ry Cooder – guitarra
- Mick Jagger – armónica, voz
- Charlie Watts – batería
- Nicky Hopkins – teclado, piano
- Bill Wyman – bajo

## Listas de éxitos
| Año  | Listas               | Posición |
| ---- | -------------------- | -------- |
| 1972 | Billboard Pop Albums | 33       |